# Anatol-Janzelewitsch-Nunatakker
Die Anatol-Janzelewitsch-Nunatakker (russisch Нунатаки Анатолия Янцелевича Nunataki Anatolja Janzelewitscha) sind eine Gruppe von Nunatakkern im ostantarktischen Mac-Robertson-Land.
Russische Wissenschaftler benannten sie nach dem sowjetischen Polarforscher Anatol Saweljewitsch Janzelewitsch (1917–1982).